# Caserne Wellington (Hong Kong)

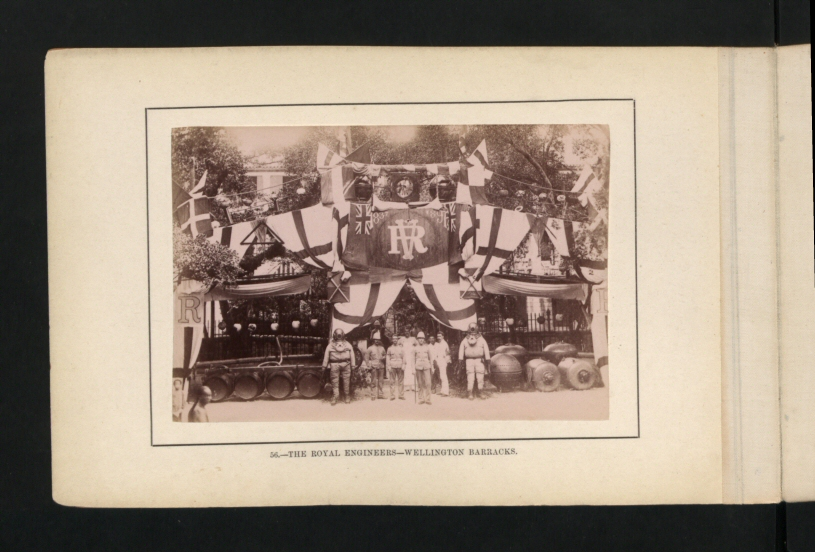
Des Royal Engineers à la caserne Wellington en 1897.

La caserne Wellington (威靈頓兵房, Wellington Barracks) était une installation militaire de Hong Kong située à l'est de Garden Road (en) dans le quartier d'Admiralty (en). C'est l'un des nombreux complexes militaires construits par l'armée britannique dans le secteur. Le terrain est rendu au gouvernement de Hong Kong dans les années 1970 et revient progressivement à un usage civil. En conséquence, la caserne est fermée à la fin de cette décennie, démolie au milieu des années 1980 et remplacée par Harcourt Garden.

## Histoire

### L'hôpital d'origine (1841)
Durant la Première guerre de l'opium, les Britanniques occupent Hong Kong en 1841, et un an plus tard, l'île de Hong Kong leur ait officiellement cédée par le traité de Nankin. La nouvelle administration choisit le site situé entre la base de Government Hill et la zone de Wan Chai comme terrain à usage militaire,. L'armée britannique y érige un hôpital militaire naval sous forme de matshed (structure temporaire en bambou) en janvier (ou avril) 1841. Cependant, il est détruit à peine six mois plus tard par un typhon qui frappe Hong Kong.

### Batterie Wellington
Dès 1842, une « batterie de 5 canons » apparaît sur les cartes du site qui deviendra plus tard Harcourt Garden. À partir de 1854, elle commence à être inscrite sous le nom de « batterie Wellington », du nom d'Arthur Wellesley, 1er duc de Wellington. À partir des années 1900, la batterie cesse d'apparaître sur les cartes.

### Caserne
La nouvelle caserne n'est que l'un des nombreux bâtiments militaires construits par l'armée britannique à Admiralty. Ceux-ci comprenaient la caserne Murray, la caserne Victoria et le dock d'Admiralty,. Située à l'est de Garden Road (en), la caserne Wellington était auparavant sur le front de mer de l'île de Hong Kong devant Victoria Harbour, avec une digue courant au nord de la caserne (cependant, le site est aujourd'hui situé beaucoup plus à l'intérieur des terres en raison des terre-pleins sur la mer construits depuis). Elle était reliée à la caserne Victoria par un ensemble de câbles qui traversaient Queensway (en) et servaient à transporter des munitions entre les deux sites.
En 1890, une horloge est installée en haut du bâtiment principal pour donner l'heure à la base militaire. C'est cette même horloge qui donne à la caserne Wellington son surnom chinois de Gum Jung Ping Fong et à la station de métro Admiralty son nom en chinois (金鐘, « Horloge dorée »),.
L'électricité est installée pour la première fois à la caserne Wellington en 1910.
Le 7 septembre 1945, après la fin de l'occupation japonaise de Hong Kong, la marine britannique ré-établit sa base navale HMS Tamar à la caserne Wellington, laissée vacante par l'armée de terre.
Tandis que Hong Kong commence à s'étendre au fil des ans, la présence de la caserne s'avère problématique parce qu'elle divise Central et Wan Chai puisque les constructions sur le site de la caserne ne sont pas possibles, ce qui force les promoteurs à construire des complexes commerciaux et résidentiels uniquement à l'est de la caserne sur Queen's Road East (en). En conséquence, le gouvernement de Hong Kong tente à plusieurs reprises d'acquérir le site militaire pour unir les deux districts, mais en vain.
En 1959, le gouvernement de Hong Kong verse 24 millions HK$ au Département de la guerre pour l'acquisition des terres de la zone de la batterie Wellington.
Finalement, l'armée cède et donne le terrain au gouvernement à la fin des années 1970,. Les casernes Wellington et Victoria sont démolies au milieu des années 1980. Le nouveau Pacific Place est construit sur une partie du terrain précédemment occupé par la caserne Victoria et ouvre en 1990. Le site de la caserne Wellington est quant à lui remplacé par Harcourt Garden.